# ResMusica
 (novembre 2024).
Si vous disposez d'ouvrages ou d'articles de référence ou si vous connaissez des sites web de qualité traitant du thème abordé ici, merci de compléter l'article en donnant les références utiles à sa vérifiabilité et en les liant à la section « Notes et références ».
 (novembre 2024).
ResMusica est un webzine francophone de critique musicale et d'information sur la musique classique et la danse, fondé en 1999 par Christophe Le Gall.

## Histoire
À Nantes, Christophe Le Gall, informaticien pour le ministère de la Défense, navré de ne trouver aucune information en français sur la musique classique, lance son site web personnel à l'été 1999. Il en assure seul la conception et le développement informatique pendant dix ans, alors qu'il n'existait à l'époque aucun système de gestion de contenu web permettant la réalisation facile d'un site web. « Resmusica » est un clin d'œil à « Respublica », la « chose publique » de la Rome antique, c'est-à-dire la République[réf. nécessaire].
Un appel à contribution lancé dans classique-fr[Quoi ?] et sur ResMusica permet à des musicologues, des professeurs de musique, des journalistes spécialisés dans le secteur culturel ou à de simples passionnés de participer au site.
En 2004, Christophe Le Gall commence à attribuer des récompenses pour les CD, DVD et livres, les Clefs ResMusica. La même année, une association éponyme est créée, sur laquelle s'appuie désormais le site web ; Le Gall en devient le président.
Après le décès de son fondateur le 20 juillet 2012, forumopera.com souligne que « Resmusica est aujourd'hui l'un des acteurs importants de la presse musicale ».

## Activités
ResMusica couvre l'actualité des salles de spectacles, festivals et institutions musicales avec des chroniques des productions et des articles de reportages, des interviews ou des analyses sur tous les aspects de la musique classique et de la danse. Des brèves d'actualité, des critiques d'albums, de vidéos et de livres sont aussi mises en ligne quotidiennement. Chaque mois, ResMusica publie une tribune. ResMusica s'intéresse également aux productions musicales pour enfants.
Depuis 2009, ResMusica est le représentant français au jury des International Classical Music Awards (en) (ICMA, ex MIDEM Classical Awards). Le jury international se compose de dix-sept acteurs de la presse musicale internationale. Chaque année, les ICMA organisent une cérémonie et un concert de gala.
Chaque mois, ResMusica remet cinq Clefs ResMusica pour récompenser les publications remarquables en matière d'albums, de vidéos et de livres. Depuis 2009, ces Clefs ResMusica donnent lieu chaque année à une sélection annuelle des Clefs d'or ResMusica, récompensant les parutions exceptionnelles de l'année.